# Gladys Kwamboka
Gladys Kwamboka (14 marzo 1996) è una mezzofondista keniota.

## Biografia
Nel 2024 ha vinto la medaglia d'oro nei 10000 m piani ai campionati africani.

## Palmarès
| Anno | Manifestazione      | Sede     | Evento        | Risultato | Prestazione | Note |
| ---- | ------------------- | -------- | ------------- | --------- | ----------- | ---- |
| 2024 | Africani di cross   | Hammamet | Individuale   | 4ª        | 33'11"      |      |
| 2024 | Campionati africani | Douala   | 10000 m piani | Oro       | 36'53"59    |      |

## Campionati nazionali
2023
- 13ª ai campionati kenioti, 10000 m piani - 33'39"23
- 8ª ai campionati kenioti di corsa campestre - 33'34"

2024
- Oro ai campionati kenioti, 10000 m piani - 32'43"4
- 26ª ai campionati kenioti di corsa campestre - 34'50"

2025
- 17ª ai campionati kenioti di corsa campestre - 37'06"

## Altre competizioni internazionali
2024
- 5ª alla World 10K Bangalore ( Bangalore) - 31'54"
- Oro alla Mezza maratona di Bogotá ( Bogotá) - 1h14'00"

2025
- Bronzo alla Mezza maratona di Yangzhou ( Yangzhou) - 1h07'16"